# Kavinsky
Kavinsky (eredeti neve: Vincent Belorgey) (Seine-Saint-Denis, Franciaország, 1975. július 31. –) francia DJ, zenész, producer.
House és synthwave stílusokban írja dalait. Számos sikeres filmzenét alkotott.

## Életpályája
Első kislemezét és EP-jétTestarossa Autodrive címen 31 éves korában adta ki. Akkor vált ismertté, amikor a Drive című filmben szerepelt a Nightcall című száma.

## A név eredete
Vincent Belogrey egy egész történetet épített alteregója, Kavinsky neve köré. A történet szerint Kavinsky 1986-ban halálos áldozatává válik Ferrari Testarossájával elszenvedett balesetének, majd ezt követő két évtized múlva zombiként tér vissza és zenét szerez.

## Dalai
- Nightcall (2010)
- Wayfarer
- Odd Look
- Roadgame
- Pacific Coast Highway
- Renegade
- Pulsar
- Reborn
- Trigger
- Goodbye
- Plasma
- Cameo
- Zenith
- Outsider
- Horizon

## Lemezkiadói
- Record Makers
- Fool's Gold Records
- Universal Music Group
- Republic Records
- Casablanca
- Vertigo